# پیلسگروو، نیوجرسی
پیلسگروو (به انگلیسی: Pilesgrove Township) شهری در ایالت نیوجرسی کشور ایالات متحده آمریکا است که جمعیت آن در سرشماری سال ۲۰۱۰ میلادی، ۴٬۰۱۶ نفر بوده‌است.